# Jazavica
Jazavica falu Horvátországban, Sziszek-Monoszló megyében. Közigazgatásilag Novszkához tartozik.

## Fekvése
Sziszek városától légvonalban 57, közúton 74 km-re, községközpontjától 7 km-re délkeletre, az A3-as autópálya mentén, Voćarica és Roždanik között fekszik.

## Története
A török kiűzését követően a 17. század végén telepítették be. 1700 körül megalapították a katolikus plébániát, melynek központját 1780 körül Rajićra helyezték át. A falu 1773-ban az első katonai felmérés térképén „Dorf Jaszavicza” néven szerepel. 1857-ben 472, 1910-ben 718 lakosa volt. Pozsega vármegye Novszkai járásához tartozott. 1918-ban az új szerb-horvát-szlovén állam, majd később Jugoszlávia része lett. A II. világháború idején a Független Horvát Állam része volt. A háború után enyhült a szegénység és sok ember talált munkát a közeli városokban. 1991-ben a délszláv háború előestéjén lakosságának 91%-a horvát, 7%-a szerb nemzetiségű volt. 1991. június 25-én a független Horvátország része lett. A településnek 2011-ben 398 lakosa volt.

## Népesség
| Lakosság változása | Lakosság változása | Lakosság változása | Lakosság változása | Lakosság változása | Lakosság változása | Lakosság változása | Lakosság változása | Lakosság változása | Lakosság változása | Lakosság változása | Lakosság változása | Lakosság változása | Lakosság változása | Lakosság változása | Lakosság változása |
| ------------------ | ------------------ | ------------------ | ------------------ | ------------------ | ------------------ | ------------------ | ------------------ | ------------------ | ------------------ | ------------------ | ------------------ | ------------------ | ------------------ | ------------------ | ------------------ |
| 1857               | 1869               | 1880               | 1890               | 1900               | 1910               | 1921               | 1931               | 1948               | 1953               | 1961               | 1971               | 1981               | 1991               | 2001               | 2011               |
| 472                | 458                | 463                | 535                | 580                | 718                | 623                | 643                | 602                | 609                | 613                | 606                | 615                | 559                | 429                | 398                |

## Nevezetességei
Szent Paraskeva tiszteletére szentelt pravoszláv kápolnája a 19. században épült. A délszláv háború során 1991. október 4-én a horvát erők lerombolták.